# Herrskogen
Ej att förväxla med Herrskog.

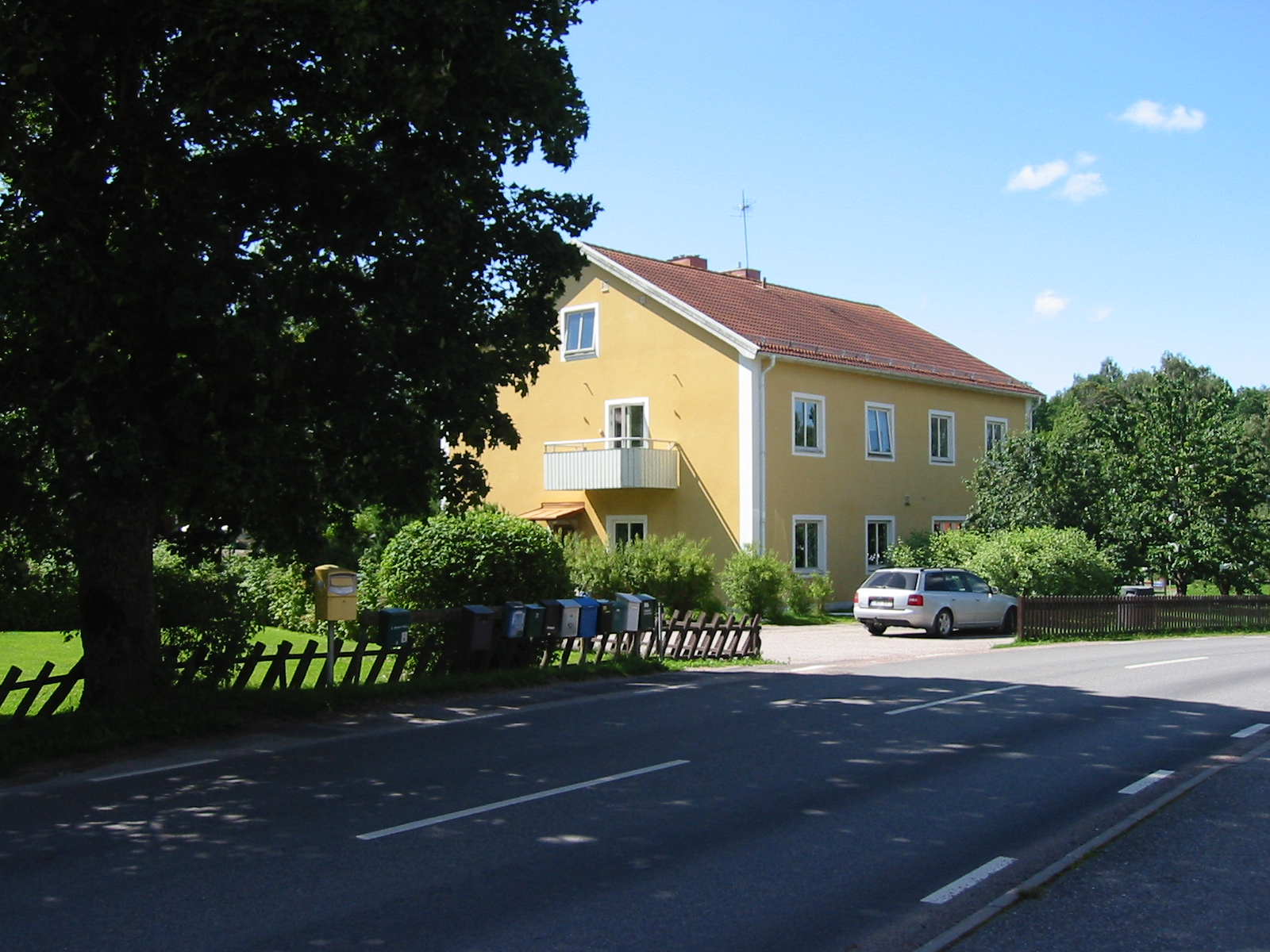
De centrala brevlådorna i Herrskogen

Herrskogen är en del av tätorten Strömsholm, beläget i tätortens västra del i Hallstahammars kommun, Västmanlands län.

## Befolkningsutveckling
| Befolkningsutvecklingen i Herrskogen 1960–1965 | Befolkningsutvecklingen i Herrskogen 1960–1965 | Befolkningsutvecklingen i Herrskogen 1960–1965 | Befolkningsutvecklingen i Herrskogen 1960–1965 | Befolkningsutvecklingen i Herrskogen 1960–1965 |
| ---------------------------------------------- | ---------------------------------------------- | ---------------------------------------------- | ---------------------------------------------- | ---------------------------------------------- |
|                                                |                                                |                                                |                                                |                                                |
| År                                             |                                                |                                                | Folkmängd                                      |                                                |
| 1960                                           | 1960                                           |                                                | 207                                            |                                                |
| Anm.: Upphörde som tätort 1965.                |                                                |                                                |                                                |                                                |